# Dodo Roscic
Dodo Roscic (* 11. September 1972 in Belgrad, Jugoslawien; bürgerlich Doroteja Gradištanac geb. Roščić) ist eine österreichische Radio- und Fernsehjournalistin. Seit Anfang 2022 ist sie Programmchefin von FM4.

## Leben
Roscic wuchs im oberösterreichischen Linz auf. Nach ihrer Matura am Khevenhüller Gymnasium Linz übersiedelte sie 1991 nach Wien. Roscic studierte Vergleichende Literaturwissenschaften und Germanistik an der Universität Wien und promovierte 1996 mit einer Arbeit über Darstellungen von Nordamerika in österreichischer Literatur. 1997 begann sie ihre journalistische Karriere bei Wien 1 und wechselte 1998 zum ORF, wo ihr Bruder Bogdan Roščić damals Ö3-Chef war. Nach Mitarbeit beim Ö3-Wecker wechselte sie zum Fernsehen.
In den Jahren 2000 und 2001 war Roscic an der Entwicklung des vom ORF selbst produzierten Formats Taxi Orange beteiligt und moderierte das Reality-TV-Pilotprojekt des ORF auch selbst. Danach folgten Projekte wie Der große Persönlichkeitstest, Deal or No Deal, Dancing Stars oder Österreichs schlechtester Autofahrer.
Innerhalb des neuen ORF-Programmschemas hatte sie gemeinsam mit Angelika Hager (Polly Adler) im Extrazimmer wieder vor der Kamera Platz genommen. Die Sendung wurde nach wenigen Folgen abgesetzt.
Dodo Roscic war ab dem 1. Februar 2006 Leiterin der ORF-Entwicklungsabteilung Programm. Seit 2012 ist sie im Team von Stefan Ströbitzer in der ORF-Abteilung Programminnovation und Qualitätsmanagement tätig, wo sie für die Programmentwicklung im Bereich Unterhaltung zuständig ist. Mit 1. Jänner 2022 folgte sie Monika Eigensperger als Programmchefin des ORF-Jugendsenders FM4 nach.

## Kritik
In ihrer Position als  Programmdirektorin von FM4 wies Doroteja Gradištanac ihre Mitarbeiterinnen und Mitarbeiter an, nicht über das von ÖVP und Grünen geplante neue ORF-Gesetz zu berichten, in "keinerlei Kommentare, persönlichen Einschätzungen, Jokes oder sonst was". "Es handle sich um den "unmissverständlichen Auftrag" von Generaldirektor Weißmann an alle Führungskräfte, nicht über das ORF-Gesetz zu berichten, schrieb sie. Dieser "Bitte" schließe sie sich an. Wenn die ORF-Reform dennoch Thema werde, dann solle dies "in den englischen Nachrichten oder im Halb-Block" Platz finden. Gemeint sind damit wohl die deutschen Nachrichten zur halben Stunden in der Früh. "In der Fläche ist davon bitte nichts zu hören. Niente. Nada. Zero."" Am Ende ihrer Mail appellierte sie an die Loyalität ihrer Mitarbeiterinnen und Mitarbeiter und deutete mögliche Konsequenzen an: "Persönlich würde es mich nicht wundern, wenn in dieser schwierigen Zeit Zuwiderhandeln disziplinär geahndet wird."
Kurz darauf habe es "[...] laut [dem Vorsitzenden des Redaktionsrats Dieter] Bornemann bereits [kurz darauf] ein Treffen mit Gradištanac und der Redaktionsvertretung gegeben, in dem sich die FM4-Programmdirektorin "für ihre missverständlichen Formulierungen in der Mail entschuldigte", sagte der Redaktionsvertreter. Am Montag soll bereits eine Mail von Gradištanac an denselben Verteiler gefolgt sein, in dem sie sich für ihre Wortwahl entschuldigt haben soll, berichten Personen aus dem ORF. Außerdem war zu hören, dass Weißmann die Führungskräfte lediglich angewiesen habe, dafür zu sorgen, dass sich ORF-Mitarbeiterinnen und Mitarbeiter nicht an einer Diskussionen auf Social Media über das ORF-Gesetz beteiligen sollen. Wer also auf dem Küniglberg in diesem Fall wann etwas falsch verstanden hat, war nicht mehr mit Sicherheit zu eruieren."

## Werke
- Doroteja Roščić. Das Bild Amerikas in der neueren österreichischen Literatur. Hochschulschrift Wien 1996.